# نيلسون سيميدو
نيلسون كابرال سيميدو (بالبرتغالية: Nélson Cabral Semedo؛ المولود 16 نوفمبر 1993) هو لاعب كرة قدم برتغالي يلعب حالياً مع نادي وولفرهامبتون واندررز الإنجليزي و‌المنتخب البرتغالي في مركز الظهير الأيمن.
وقد سبق له اللعب مع نادي برشلونة ونادي بنفيكا. تعود أصول اللاعب إلى جزر الرأس الأخضر.

## مسيرته الاحترافية

### مع النوادي

#### سنترنس (2011-2012)
بدأ اللاعب نيلسون سيميدو مسيرته الاحترافية مع نادي سنترنس والذي ينشط في الدوري البرتغالي الدرجة الثانية

#### بنفيكا ب (2012-2015)
قضى موسم 2012-13 مع نادي بنفيكا ب، وأكمل تدريبه وتكوينه في حضن هذا النادي، حيث كان يلعب كظهير أيمن وأحيانا متوسط ميدان مع نادي بنفيكا.

#### بنفيكا (2015-2017)
بسبب نشأته في نادي بنفيكا، لعب كثيرا مع هذا الفريق، لكنه تعرض لإصابة في أول مباراة له مع منتخب بلاده.
شارك مع نادي بنفيكا في دوري أبطال أوروبا 2015-16 والتي فاز فيها ريال مدريد على حساب جاره أتلتيكو مدريد.

#### برشلونة (منذ 2017 حتى 2020)
يوم 13 يوليو 2017، أعلن نادي برشلونة عن صفقة مع نادي بنفيكا من أجل ضم الظهير الأيمن نيلسون لصفوفه، وقد بلغت قيمة هذه الصفقة 30 مليون أورو مع 5 ملايين أخرى كتحفيز للاعب. ليصبح بذلك سيميدو ثالث برتغالي ينضم لصفوف الفريق الإسباني ويرتدي قميصه.

## الجوائز

### مع النوادي
- نادي بنفيكا
  - الدوري البرتغالي الممتاز
    - اللقب: 2014-15
    - اللقب: 2015-16

- - كأس البرتغال
    - البطل: 2016-17

- - كأس البطولة:
    - البطل: 2016

- - كأس السوبر البرتغالي:
    - البطل: 2016
- برشلونة
  -     - الدوري الإسباني:
    - اللقب: 2017–18، 2018–19.
- كأس إسبانيا:
  -     - البطل: 2017–18.
- كأس السوبر الإسباني:
  -     - البطل: 2018

### مع المنتخب
- كأس القارات
  - المركز الثالث: 2017

## وصلات خارجية
- نيلسون سيميدو على موقع الاتحاد الدولي (مؤرشف)  (الإنجليزية)
- نيلسون سيميدو على موقع الاتحاد الأوربي (الإنجليزية)
- نيلسون سيميدو على موقع قاعدة بيانات كرة القدم.إي يو (الإنجليزية)
- نيلسون سيميدو على موقع ناشيونال فوتبول تيمز (الإنجليزية)
- نيلسون سيميدو على موقع Soccerbase.com (لاعب) (الإنجليزية)
- نيلسون سيميدو على موقع Soccerway.com (الإنجليزية)
- نيلسون سيميدو على موقع عالم كرة القدم.نت (الإنجليزية)
- نيلسون سيميدو على موقع AS.com (الإسبانية)
- نيلسون سيميدو على موقع سوكرواي
- نيلسون سيميدو على موقع فوتبول بوز